# 奥平貞昌
奥平 貞昌（おくだいら さだまさ、宝徳3年（1451年）? - 天文4年4月20日（1535年5月31日）?）は、戦国時代初期の三河国の国人領主。久保城の初代城主。奥平貞久の子。奥平貞勝の父。入道後は「道閑」と号した。

## 生涯
今川氏に仕えて三河国東部に勢力を伸ばした。永正2年（1505年）、今川氏親により遠江国浜松荘（現在の静岡県浜松市付近）の一部を所領として宛がわれた。
永正11年（1514年）、今川氏親の遠州曳馬城攻めに呼応し、同国の井伊谷に在る御嶽城（三岳城）を攻め落とした。以後、この城番を務める。この頃の奥平氏は戸田氏とともに今川氏の傘下として松平氏や牧野氏と争っていた。
ところが、松平清康が東三河平定に乗り出す享禄年間（1528年 - 1532年）には清康に従い、八名郡の宇利城攻略戦に従軍した。

## 最期
『寛政重修諸家譜』では天文4年4月20日（1535年5月31日）に遠江国御嶽城において、85歳で病死したと言われている。ところが、奥平氏の三河時代の菩提寺であった広祥院の記録（広祥院記）には、享禄年間中に三州額田郡の宮崎城へ移って隠居、ここで死去したとあり、判然としない。
なお、嫡子・貞勝は60歳を過ぎてからの子と言われるが、その後も3人の男子、2人の女子に恵まれている点で、生年さえ疑われることがある。